# Шевирінське сільське поселення
Шеви́рінське сільське поселення (рос. Шевыринское сельское поселение) — муніципальне утворення у складі Абатського району Тюменської області, Росія.
Адміністративний центр — село Шевиріно.

## Історія
3 листопада 1923 року була утворена Шевирінська сільська рада у складі Абатського району Ішимського округу Уральської області. У травні 1925 року були утворені Комишинська сільська рада, Орловська сільська рада, Смоленська сільська рада та Тихвінська сільська рада Північнокрутинського району Омського округу Сибірського краю. У грудні 1925 року із Орловської сільради виділена Новонікольська сільська рада, зі Смоленської сільради виділена Лапинська сільська рада. 1931 року Тихвінська сільрада увійшла до складу Новонікольської, Смоленська сільрада увійшла до складу Комишинської. У 1931-1934 роках Новонікольська сільрада увійшла до складу Комишинської.
19 вересня 1939 року Комишинська сільрада передана до складу Абатського району. 21 травня 1964 року Комишинська сільрада перетворена в Партизанську сільську раду, частина території увійшла до складу Шевирінської сільради.
2004 року Шевирінська сільська рада перетворена в Шевирінське сільське поселення.

## Населення
Населення — 870 осіб (2020; 911 у 2018, 1088 у 2010, 1455 у 2002).

## Склад
До складу поселення входять такі населені пункти:
| Населений пункт     | Населення, осіб (2002) | Населення, осіб (2010) |
| ------------------- | ---------------------- | ---------------------- |
| Комишинка, присілок | 261                    | 190                    |
| Лихачова, присілок  | 139                    | 81                     |
| Смоленка, присілок  | 115                    | 97                     |
| Татарська, присілок | 183                    | 138                    |
| Узлова, присілок    | 6                      | 7                      |
| Шевиріно, село      | 751                    | 575                    |